# Sejdić e Finci v. Bosnia ed Erzegovina
Sejdić e Finci v. Bosnia ed Erzegovina (27996/06 e 34836/06) (Sejdić and Finci v. Bosnia and Herzegovina, in inglese) è stato un caso (fuso da due) deciso dalla Grande Camera della Corte europea dei diritti dell'uomo nel dicembre 2009, nella prima sentenza che ha constatato una violazione dell'articolo 14 della Convenzione europea dei diritti dell'uomo in combinato disposto con l'articolo 3 del Protocollo n. 1 dello stesso, per quanto riguarda le disposizioni della Costituzione della Bosnia-Erzegovina riguardo alla Camera dei Popoli della Bosnia-Erzegovina, e una violazione dell'articolo 1 del Protocollo n. 12 per quanto riguarda agli accordi costituzionali sulla Presidenza della Bosnia-Erzegovina.
I querelanti erano due cittadini della Bosnia-Erzegovina, Dervo Sejdić e Jakob Finci, rispettivamente di etnia Rom ed Ebraica.

## Fatti
La Costituzione della Bosnia-Erzegovina del 1995, creata come parte dell'accordo di Dayton che pose fine alla guerra in Bosnia del 1992-95, includeva disposizioni sulla ripartizione del potere che prevedevano che i posti nella Presidenza tripartita della Bosnia-Erzegovina e la Camera dei Popoli (camera alta dell'assemblea parlamentare nazionale) erano riservati esclusivamente ai bosgnacchi, serbo-bosniaci e croato-bosniaci.
I ricorrenti, essendo rom ed ebrei, hanno contestato queste disposizioni. Finci era rappresentato da Clive Baldwin, precedentemente membro di Minority Rights Group International ora con Human Rights Watch, e da Sheri Rosenberg della Cardozo Law School, con la consulenza e l'assistenza di Minority Rights Group International. Dervo Sejdić era rappresentato da F. Javier Leon Diaz, avvocato affermato per i diritti umani.

## Atti
Le domande sono state presentate nel 2006 e comunicate al governo nel 2008. Nel 2009 la giurisdizione è stata assegnata alla Grande Camera.
Nel giugno 2009 si è tenuta un'udienza pubblica e nel dicembre 2009 è stata pubblicata la sentenza.

## Processo
La Corte ha ritenuto che l'inammissibilità dei ricorrenti a candidarsi alle elezioni per la Camera dei Popoli viola l'articolo 14 della CEDU (divieto di discriminazione nel campo dei diritti della Convenzione) in combinato disposto con l'articolo 3 del Protocollo n. 1 (libere elezioni), per 14 voti contro 3, e che la loro ineleggibilità a candidarsi alle elezioni per la Presidenza viola l'articolo 1 del Protocollo n. 12 (divieto generale di discriminazione), con 16 voti contro 1.
Il giudice Mijović (Bosnia ed Erzegovina), affiancato dal giudice Hajiyev (Azerbaigian), ha espresso un'opinione in parte concorde e in parte dissenziente, non trovando alcuna violazione dell'ineleggibilità dei ricorrenti alla Casa dei Popoli.
Il giudice Bonello (Malta) ha espresso dissenso sia per l'accesso alla presidenza sia per la Camera dei Popoli.

## Conseguenze
Nell'ottobre 2011 l'Assemblea parlamentare della Bosnia-Erzegovina ha avviato una riforma costituzionale, che includeva anche la modifica delle disposizioni elettorali.
Nel novembre 2014 i ministri degli esteri del Regno Unito e della Germania, Philip Hammond e Frank-Walter Steinmeier, hanno inviato una "lettera aperta" al popolo della Bosnia ed Erzegovina, che ha promesso progressi sostanziali verso l'adesione della Bosnia all'UE se i politici bosniaci si fossero impegnati per iscritto ad attuare un pacchetto di riforme, compreso il rispetto della sentenza Sejdic e Finci della Corte europea dei diritti dell'uomo.